# Rodrigues Neto
Rodrigues Neto, celým jménem José Rodrigues Neto (6. prosince 1949 Galiléia – 29. dubna 2019 Rio de Janeiro), byl brazilský fotbalový obránce. Zemřel 29. dubna 2019 ve věku 69 let na Parkinsonovu nemoc.

## Klubová kariéra
Profesionálně hrál v Brazílii za Clube de Regatas do Flamengo, Fluminense FC a Botafogo de Futebol e Regatas, dále v Argentině za Club Ferro Carril Oeste, v Brazílii za Internacional Porto Alegre, v Argentině za CA Boca Juniors, v Brazílii za São Cristóvão de Futebol e Regatas a v Hongkongu za South China AA.

## Reprezentační kariéra
Za brazilskou fotbalovou reprezentaci nastoupil v letech 1972–1989 celkem v 11 reprezentačních utkáních. S reprezentací Brazílie získal bronzovou medaili na Mistrovství světa ve fotbale 1978, nastoupil ve 4 utkáních.